# Calliandra falcata
Calliandra falcata är en ärtväxtart som beskrevs av George Bentham. Calliandra falcata ingår i släktet Calliandra och familjen ärtväxter. Inga underarter finns listade i Catalogue of Life.